# Libnotes hollandi
Libnotes hollandi là một loài ruồi trong họ Limoniidae. Chúng phân bố ở miền Australasia.